# Крушево (община)
Община Крушево (мак. Општина Крушево) — община в Північній Македонії. Адміністративний центр — місто Крушево. Розташована ближче до центру Македонії, Пелагонійський статистично-економічний регіон, з населенням 9 684 мешканців, які проживають на площі — 190,68 км².